# Steinholz (Gemeinde Randegg)
Steinholz ist eine Ortschaft und eine Katastralgemeinde der Gemeinde Randegg im Bezirk Scheibbs in Niederösterreich.

## Geschichte
Laut Adressbuch von Österreich waren im Jahr 1938 in Steinholz zwei Gastwirte, ein Gemischtwarenhändler, ein Holzhändler, zwei Sägewerke, ein Schuster und mehrere Landwirte ansässig.

## Siedlungsentwicklung
Zum Jahreswechsel 1979/1980 befanden sich in der Katastralgemeinde Steinholz insgesamt 91 Bauflächen mit 21.529 m² und 33 Gärten auf 80.566 m², 1989/1990 gab es 87 Bauflächen. 1999/2000 war die Zahl der Bauflächen auf 175 angewachsen und 2009/2010 bestanden 121 Gebäude auf 167 Bauflächen.

## Bodennutzung
Die Katastralgemeinde ist landwirtschaftlich geprägt. 510 Hektar wurden zum Jahreswechsel 1979/1980 landwirtschaftlich genutzt und 187 Hektar waren forstwirtschaftlich geführte Waldflächen. 1999/2000 wurde auf 470 Hektar Landwirtschaft betrieben und 225 Hektar waren als forstwirtschaftlich genutzte Flächen ausgewiesen. Ende 2018 waren 456 Hektar als landwirtschaftliche Flächen genutzt und Forstwirtschaft wurde auf 223 Hektar betrieben. Die durchschnittliche Bodenklimazahl von Steinholz beträgt 19,5 (Stand 2010).